# Bez nazvaniya
Bez nazvaniya (Без названия, română fără titlu) este al șaselea album de studio al interpret de muzică rock rusă Nikolai Noskov, care a fost lansat pe 2012. Albumul a fost inregistrat in Germania, in studio Horst Shnebel. Înregistrarea a fost făcută cu participarea a doi membri ai grupului german De-Phazz.

## Ordinea pieselor pe album
1. Без названия
2. Озера
3. Ночь
4. Я был один
5. Исповедь
6. Мёд